# Jimmy Hastings
James Brian Gordon Hastings, detto Jimmy (Aberdeen, 12 maggio 1938 – Aberdeen, 18 marzo 2024), è stato un flautista, sassofonista e clarinettista britannico.
Nel corso della sua lunga carriera fu membro di diverse orchestre ed ebbe numerose collaborazioni con band di rock progressivo della scena di Canterbury, in particolare con i Caravan del fratello Pye.
Tra i più famosi artisti con cui collaborò vi furono Frank Sinatra, Sammy Davis Jr., Sarah Vaughan, Aretha Franklin, Henry Mancini e Benny Carter. In qualità di jazzista suonò con Red Rodney, Art Farmer e Al Grey.

## Biografia
Jimmy Hastings nacque il 12 maggio 1938 ad Aberdeen in Scozia, dove in giovane età imparò a suonare il pianoforte. Passò alcuni anni della sua infanzia in India, dove la famiglia si trasferì, per poi rientrare in Scozia. Verso la metà degli anni cinquanta si dedicò agli strumenti a fiato, imparando prima il sassofono e poi il clarinetto. Nel 1959 si trasferì in Inghilterra per cercare ingaggi come musicista, e dopo l'esito negativo delle prime audizioni si imbarcò come musicista di bordo su una nave passeggeri specializzata in servizi intercontinentali.
In seguito si stabilì a Londra ed entrò nell'orchestra di Ken Mackintosh, che lasciò dopo due anni per unirsi alla BBC Big Band, l'orchestra radiofonica della BBC Radio, diventando il principale sax tenore. Nei quattro anni in cui rimase legato a questa banda cominciò le frequentazioni dei circoli jazzistici londinesi, entrando in diverse formazioni. Dopo essersi fatto un nome, lasciò la BBC ed intraprese la carriera di freelance musicale, partecipando ai lavori di diversi artisti ed effettuando registrazioni per programmi TV e spot pubblicitari.
Nel 1968 fece parte come ospite della formazione del primo album dei Caravan del fratello Pye, con i quali incise anche molti degli album successivi esibendosi anche al flauto. Questa entrata nel mondo del rock progressivo lo portò a diventare un ricercato session man nei lavori di altre band della scena di Canterbury, tra cui i Soft Machine, gli Hatfield and the North ed i National Health, e di prestigiosi artisti come Brian Ferry, i Renaissance e Chris Squire. Spesso viene riportato nelle copertine dei dischi progressive con il nomignolo "Brother Jim".
Nel 1993 entrò nella jazz-band di Humphrey Lyttelton, con la quale incise alcuni album, effettuando molte tournée e partecipando al disco Amnesiac dei Radiohead nel 2001. Oltre che in questa band e nelle occasionali riunioni dei Caravan, Hastings suonò con altri gruppi, tra cui quello di jazz da lui formato, continuando le sue esibizioni come freelance. Anche a dispetto dell'età, negli anni successivi il suo calendario di impegni musicali fu sempre denso di appuntamenti.
Verso fine carriera intraprese anche la carriera di insegnante di musica, impartendo lezioni di sassofono prima alla Royal Marines School of Music di Portsmouth e poi al London College of Music di Londra.
Morì il 18 marzo 2024 all'età di 85 anni.